# ГолАЗ-4242
ГолАЗ-4242 — пригородный автобус капотной компоновки среднего класса с двумя двухстворчатыми дверями, созданный на шасси грузовика ЗиЛ-534332 и кузове автобуса Mercedes-Benz O405, выпускался на Голицынском автобусном заводе с 1999 по 2002 годы.
В 2001 году продано (вместе с ГолАЗ-4244) 79 автобусов, в 2002 — 61, в 2003 — 129, в 2004 — 6, в 2005 — 0.
Сочетание аббревиатур производителей «ГолАЗ» и «ЗиЛ», а также сам размер автобуса, послужило поводом для прозвища «Годзилла».
| Параметр         | Значение |
| ---------------- | -------- |
| Радиус разворота | 12 м     |